# لوف أت فيرست ستينج (الحب من أول لدغة - ألبوم)
الحب من أول لدغة، بالإنجليزية (لوف أت فيرست ستينج - Love At First Sting)، هو الألبوم التاسع للفرقة الألمانية الموسيقية «السكوربينز» (العقارب). الذي تم اصدارة في 27 مارس من سنة 1984.

## الخلفية وترتيب الأغنية
«الحب من أول لدغة» يعتبر واحدا من أول تسجيلات فرقة «السكوربينز». الذي سجل المراتب الأكثر نجاحا في الولايات المتحدة الأمريكية، التي بلغت ذروتها في احتلال الرقم 6 على قائمة بيلبورد 200 في عام 1984.
كما بلغت أغنية ""روك يو ليك أهركن" في العام 1995 الترتيب رقم 25 ضمن قائمة بيلبورد هوت 100، كما احتلت أغنية لازلت أحبك الرقم 64 على نفس القائمة، ووفي ألمانيا حصلت الأغنية ضمن الألبوم على الترتيب رقم 14 سنة 1984 والترتيب 18 في العام 1992، والمرتبة الثالثة في فرنسا، وهو نفس الترتيب الذي احتلته الأغنية في سويسرا وبلجيكا وهولندا.

## التسجيل والإصدار
تم تسجيل الألبوم في عام 1983 وعام 1984 في استوديوهات «دركس»، بكولونيا، الألمانية وذلك بين سنتي 1983–1984، وقد تم إصدار الألبوم في 27 من مارس 1984.